# Catedral de Lamego
La catedral de Lamego o más formalmente Catedral de Nuestra Señora de la Asunción, es el nombre que recibe un edificio religioso afiliado a la Iglesia católica que se fundó en 1129. Se encuentra en la ciudad de Lamego en el país europeo de Portugal.
El templo sigue el rito romano o latino y sirve como la sede de la diócesis de Lamego (Dioecesis Lamacensis o Diocese de Lamego) que se creó cerca del año 570. 
Se trata de una catedral construida en estilo gótico, que conserva la torre campanario cuadrada original, pero el resto de la arquitectura refleja las modificaciones realizadas en los siglos XVI y XVIII, entre ellos un claustro renacentista con una docena de arcos y bien proporcionado.